# Acemetas
Los acemetas, acaemetas, acoemetae o  acoemeti (del griego ἀκοιμῆται, “los que no duermen, los vigilantes”) eran unos monjes bizantinos de la comunidad fundada a principios del siglo V por Alejandro el Acemeta, cuyo instituto exigía que una parte de su comunidad cantase o rogase a Dios mientras que la otra descansaba.
Algunos autores han escrito sin reflexión que estos monjes tenían siempre los ojos abiertos y que nunca dormían, lo que es físicamente imposible. En realidad, estaban divididos en tres coros, cada uno de los cuales cantaba los salmos a su vez y relevaba a los demás de modo que este ejercicio duraba sin interrupción todas las horas del día y de la noche, conservando de este modo una salmodia perpetua.
Inicialmente estaban ubicados en la orilla asiática del Bósforo, pero se trasladaron posteriormente a Constantinopla.

## San Alejandro
Alejandro, de noble cuna, oficial del emperador Teodosio, según algunos historiadores, huyó de la corte de Bizancio hacia el desierto, tanto por el amor a la soledad como por el temor a los honores episcopales.
Cuando regresó a Constantinopla para establecer la laus perennis trajo consigo la experiencia de una primera fundación en el Éufrates y trescientos monjes. La empresa, sin embargo, resultó difícil, debido a las hostilidades del patriarca Nestorio y del emperador Teodosio II. Expulsados del monasterio de San Menas, encontró refugió con sus monjes gracias a la hospitalidad de San Hypathio, abad de Rufiniana, hasta que finalmente tuvo éxito en la construcción del monasterio de Gomon en la desembocadura del Mar Negro, donde moriría hacia el 440.
San Alejandro, fundaría hacia el año 430, el instituto de los acometas de los que se habla frecuentemente en la historia eclesiástica, pero Nicéforo les da por fundador a un tal Marcelo que algunos modernos llaman Marcelo de Apamea.

## Monasterios
La característica que distingue a los Acemetas de los otros monjes basilios fue el ininterrumpido servicio a Dios. Sus monasterios, que sumaban cientos de monjes y, a veces miles, estaban distribuidos en grupos nacionales: latinos, griegos, sirios y egipcios, y cada grupo, disponía de tantos coros como el número de miembros permitiese, y el servicio requiriese. Con ellos, el oficio divino, literalmente, llevaba a cabo el Salmo cxviii, 164: "Siete veces al día he dado gloria a Ti", que consta de siete horas: orthrinon, trite, ekte, enate, lychnikon, prothypnion, mesonyktion, que a través de San Benito de Nursia pasó a la Iglesia de Occidente con los nombres equivalentes de prima, tertia, sexta, nona, visperas, completas, maitines (nocturnos) y laudes.
Su influencia en la vida cristiana fue considerable. El esplendor de sus servicios religiosos, en gran medida, contribuyó a dar forma a la liturgia. Su idea de la laus perennis y otras instituciones similares pasaron a la Iglesia de Occidente con San Mauricio de Agauno y San Dionisio de París. Tanto la liturgia de las horas como la adoración perpetua provienen de allí.
Incluso antes de la época de los estuditas, la copia de manuscritos fue en honor entre los acemetas, y la biblioteca de su "gran monasterio", fue consultada incluso por los Romanos Pontífices y mencionada por los historiadores de Bizancio. Las aproximadamente 2.000 cartas de Isidoro de Pelusio son conocidas a través de los manuscritos escritos en los scriptoriums de los acemetas del siglo VI.

## SigloVIy reminiscencias
Con dificultades con el emperador Justiniano I, y sospechosos de nestorianismo, fueron condenados por el Papa Juan II en el año 534, y finalmente desaparecieron a finales del siglo VI.
Según San Gregorio de Tours y otros muchos autores, Segismundo rey de Borgoña, estableció en Francia los acemetas. Así se introdujo la salmodia perpetua en muchos monasterios. Se podría también dar el nombre de acemetas a algunas casas religiosas, en las que la adoración perpetua del Santísimo Sacramento forma parte de la regla y que se llaman por esta razón religiosos de la adoración perpetua: de modo que hay noche y día algunas personas de la comunidad ocupadas en este piadoso ejercicio. Se ha llamado también algunas veces a los Estylitas acemetas y a los acemetas estuditas.